# GodTube
GodTube.com est un site de partage de vidéos liées au domaine du christianisme, surtout évangélique. Tout en offrant quelques fonctions semblables à YouTube, il est spécialisé dans les vidéos de thèmes chrétiens.

## Historique
GodTube a été fondé en janvier 2007 par Christopher Wyatt de Plano (Texas),  à l'époque étudiant au Dallas Theological Seminary . Chris Wyatt fut précédemment producteur de télévision pour CBS. 
Wyatt, un Baptiste, a comparé le site à la Suisse, pour sa neutralité, proclamant par là son ouverture à tous les points de vue  théologiques, bien qu'ils s'adressent principalement aux chrétiens évangéliques . Il a affirmé que même les athées y sont les bienvenus aussi longtemps qu'ils défendent leur opinion de manière « respectueuse ». Par ailleurs, le site n'abrite pas de vidéos attaquant les religions non-baptistes.
En 2008, le site était fréquenté en moyenne par 1,7 million de visiteurs par mois. En 2010, l’entreprise a été achetée par Salem Media Group. En 2023, le site reçoit environ 1 million de visites par mois .

## Contenu
Les vidéos publiées sont principalement à thèmes chrétiens, comme des chansons, des vidéos humoristiques et des études bibliques  , .

## Parallèles
GodTube a été comparé à Conservapedia, une encyclopédie conservatrice chrétienne en opposition avec Wikipédia, et MyChurch, une version chrétienne de MySpace.